# Всеобщая конфедерация итальянской промышленности
Всеобщая конфедерация итальянской промышленности, сокращённо Конфиндустрия (итал. Confederazione generale dell'industria italiana, Confindustria) — основная организация, защищающая интересы предпринимателей в сферах промышленности и услуг, которая объединяет на добровольной основе около 150 000 компаний, в числе которых представлены банки, а с 1993 года — также акционерные общества, с общим числом занятых более 5 млн человек.

## История
Конфиндустрия основана 5 мая 1910 года с штаб-квартирой в Турине, а с 1919 года — в Риме, с целью отстаивания интересов промышленных акционерных обществ в отношениях с профсоюзами. Её президент Данте Феррарис в 1919 году был назначен министром промышленности в правительстве Нитти. Отношение Конфиндустрии к фашистскому режиму было неоднозначным. С одной стороны, предприниматели одобрили прекращение забастовок и насилия так называемого «красного двухлетия» 1920—1922 годов, с другой — осуждали беззакония фашистских отрядов. В 1924 году после похищения и убийства фашистами парламентария-социалиста Джакомо Маттеотти Конфиндустрия направила меморандум на имя Муссолини с требованием восстановить порядок и конституционную законность. Тем не менее, уже в 1925 году Конфиндустрия признала с оговорками официальные фашистские профсоюзы. В годы мирового экономического кризиса многие итальянские предприятия были спасены от краха созданным в 1933 году Институтом промышленного восстановления (Istituto per la Ricostruzione Industriale). Государство выкупило многие предприятия и проводило экономическую политику автаркии, обеспечив ряду итальянских производителей монопольное положение на рынке.
В ноябре 1925 года Конфиндустрия приняла официальное наименование Всеобщая фашистская конфедерация итальянской промышленности (Confederazione generale fascista dell’industria italiana), а в 1926 году тогдашний президент ассоциации Антонио Стефано Бенни и секретарь Джино Оливетти вступили в Национальную фашистскую партию и вошли в Большой фашистский совет. В 1934—1943 годах президентом Конфиндустрии являлся член Фашистской партии Джузеппе Вольпи.
В первые послевоенные годы Конфиндустрия не смогла, в отличие от профсоюзов, установить прямые связи с политическими партиями, помимо христианских демократов, ввиду их антикоммунизма и постоянного участия в правительствах. Однако, эта партия имела и ряд собственных задач, не всегда отвечающих интересам предпринимателей, и искала альтернативные источники финансирования, вследствие чего Конфиндустрия установила непосредственные контакты с Министерством торговли и промышленности. Значительное влияние на политику организации оказал её президент в 1945—1955 и 1966—1970 годах генуэзский промышленник Анджело Коста, который поддерживал практику переговоров с профсоюзами и политику открытия рынков, вопреки позиции многих членов ассоциации, представлявших наиболее защищённые отрасли индустрии; Конфиндустрия поддержала вступление Италии в Европейское экономическое сообщество на основании Римского договора 1957 года. В годы экономического бума происходило развитие крупных предприятий, сопровождавшееся, тем не менее, вмешательством властей во внутренние дела организации в ходе конфликта с левоцентристским правительством. После «холодной осени» в 1970-е годы произошла так называемая «реформа Пирелли», направленная на расширение влияния местных структур в руководстве Конфиндустрии, а в 1975 году было подписано соглашение с профсоюзами об индексировании заработной платы. В 1976 году президентом организации впервые стал человек, не занимавшийся частным предпринимательством — бывший управляющий Банком Италии Гвидо Карли, которому помогал известный экономист Паоло Савона.
В 2000—2004 годах президентом Конфиндустрии являлся единомышленник Берлускони южанин Антонио Д’Амато, избранный вопреки мнению возглавляемой FIAT коалиции крупных северных компаний. Он был убеждён в необходимости сокращения внешнего вмешательства в дела бизнеса и снижения роли трёхсторонних соглашений (предпринимателей, профсоюзов и государства), поскольку экономический успех предприятий выгоден всем сторонам.
В 2012 году в борьбе за пост президента Конфиндустрии сошлись Джорджо Скуинци и Альберто Бомбассеи, которых наблюдатели считали антагонистами: Скуинци отличался большим патернализмом в отношении персонала и в сравнении со своим противником пользовался большей популярностью среди рабочих, а Бомбассеи обещал реформу управления Конфиндустрии. Победителем из схватки вышел Скуинци.
Печатным органом Конфиндустрии является ежедневная газета Il Sole 24 ORE.

## Организационная структура
Организацию возглавляет президент, избираемый на три года. Кроме того, имеются 11 вице-президентов, наделённых оперативными полномочиями. Генеральная дирекция координирует деятельность всех подразделений, с 2012 года директором является Марчелла Пануччи. Конфиндустрия включает 24 федерации, которые в свою очередь делятся на ассоциации по категориям, дабы представлять и согласовывать общие интересы. В территориальном отношении организация состоит из 16 региональных Конфиндустрий и 98 территориальных ассоциаций.

## Президенты
- 1910—1913 Луис Боннефон Крапонне (it:Louis Bonnefon Craponne)
- 1913—1918 Фердинандо Бокка (it:Ferdinando Bocca)
- 1918—1919 Данте Феррарис (it:Dante Ferraris)
- 1919 — Джованни Пирелли
- 1919—1920 Джованни Сильвестри (it:Giovanni Silvestri)
- 1920—1921 Конти ди Верампио (it:Ettore Conti di Verampio)
- 1922—1923 Раймондо Тарджетти (it:Raimondo Targetti)
- 1923—1934 Антонио Стефано Бенни (it:Antonio Stefano Benni)
- 1934 Альберто Пирелли (Alberto Pirelli)
- 1934—1943 Джузеппе Вольпи
- 1943 —Джованни Балелла (it:Giovanni Balella)
- 1943 — Джузеппе Мадзини (Giuseppe Mazzini)
- 1944—1945 Фабио Фриджери (Fabio Friggeri)
- 1945—1955 Анджело Коста (it:Angelo Costa)
- 1955—1961 Алигьеро Де Микели (Alighiero De Micheli)
- 1961—1966 Фурио Чиконья (it:Furio Cicogna)
- 1966—1970 Анджело Коста (it:Angelo Costa)
- 1970—1974 Ренато Ломбарди (Renato Lombardi)
- 1974—1976 Джанни Аньелли
- 1976—1980 Гвидо Карли (it:Guido Carli)
- 1980—1984 Витторио Мерлони
- 1984—1988 Луиджи Луккини (it:Luigi Lucchini)
- 1988—1992 Пининфарина, Серджио
- 1992—1996 Луиджи Абете (it:Luigi Abete)
- 1996—2000 Григорио Фосса (it:Giorgio Fossa)
- 2000—2004 Антонио Д’Амато (it:Antonio D'Amato)
- 2004—2008 Лука Кордеро ди Монтедземоло
- 2008—2012 Эмма Марчегалья (it:Emma Marcegaglia)
- 2012—2016 Джорджо Скуинци (it:Giorgio Squinzi)
- 2016—2020 Винченцо Бочча[итал.]
- 2020—2024 Карло Бономи[итал.]
- с 2024 Эмануэле Орсини[итал.]